# Дневникът на един дръндьо: Горещници
„Дневникът на един дръндьо: Горещници“ (на английски: Diary of a Wimpy Kid: Dog Days) е американски комедиен филм от 2012 г. на режисьора Дейвид Бауърс, по сценарий на Уолъс Володарски и Мая Форбс. Във филма участват Закари Гордън, Девън Бостик, Робърт Капрон, Рейчъл Харис, Стийв Зан, Пейтън Лист и Грейсън Ръсел. Това е третият филм от поредицата „Дневникът на един дръндьо“ и е пуснат на 3 август 2012 г. от „Туентиът Сенчъри Фокс“ и печели 77.1 млн. долара при бюджет от 22 млн. долара.